# Bipassalozetes gobiensis
Bipassalozetes gobiensis är en kvalsterart som först beskrevs av Sandór Mahunka 1964.  Bipassalozetes gobiensis ingår i släktet Bipassalozetes och familjen Passalozetidae. Inga underarter finns listade.